# Nauczanie elementarne
Nauczanie elementarne, początkowe, propedeutyczne – programowo epizodyczny i egzemplaryczny pierwszy stopień kształcenia ogólnego. Jego celem jest przygotowanie dziecka do systematycznego przyswajania wiedzy w toku dalszej nauki. Dotyczy pierwszych 3 do 4 lat nauki. Dawniej był to proces edukacji skierowany do szerokich mas. 

## Historia
Dawniej był to proces edukacji kierowany głównie do dzieci robotników i chłopów. Edukacja trwała 3-4 lata. Uczeń zdobywał podstawowy zakres wiedzy, nabywał umiejętność czytania, pisania i liczenia. W związku z demokratyzacją życia społecznego zwiększyła się zarówno jego jakość, zakres materiału, jak i dostępność. Z czasem nauczanie elementarne stało się pierwszym stopniem nauczania obowiązkowego. 
Bywa nazywane także nauczaniem początkowym, które ma na celu przygotowanie do nauki w klasach wyższych oraz zapewnienie wszechstronnego rozwoju. Okres nauczania jest różny w różnych krajach. W Polsce dotyczy dzieci w wieku 6-10 lat (I-III klasa szkoły podstawowej). Jego program zakłada nabycie umiejętności czytania, pisania i liczenia, zdobycie podstawowych wiadomości o Polsce, przyrodzie i życiu społecznym. Proces edukacji realizowany jest z wykorzystaniem specyficznych metod i środków nauczania, przystosowanych do możliwości psychofizycznych dziecka.